# Hemidactylus
Hemidactylus är ett släkte av ödlor. Hemidactylus ingår i familjen geckoödlor.
Släktets arter förekommer i södra Europa, i Afrika, i Asien, i Centralamerika och på flera öar i Indiska oceanen och i Stilla havet. Några arter blev introducerade i områden där de inte var ursprungliga. I Afrika lever arterna främst i torra savanner och halvöknar.
Släktmedlemmarna kännetecknas av breda fingrar och tår med klor som är indragbara. Inom släktet finns arter som i viss mån kan ändra sin kroppsfärg. Individerna bildar kolonier med en alfahane. De kommunicerar med grymtande läten och med klickljud.

## Arter tillHemidactylus, i alfabetisk ordning[1]
- Hemidactylus agrius
- Hemidactylus albopunctatus
- Hemidactylus ansorgii
- Hemidactylus aporus
- Hemidactylus arnoldi
- Hemidactylus barodanus
- Hemidactylus bavazzanoi
- Hemidactylus bayonii
- Hemidactylus beninensis
- Hemidactylus bouvieri
- Hemidactylus bowringii
- Hemidactylus brasilianus
- Hemidactylus brookii
- Hemidactylus citernii
- Hemidactylus curlei
- Hemidactylus depressus
- Hemidactylus dracaenacolus
- Hemidactylus echinus
- Hemidactylus fasciatus
- Hemidactylus flaviviridis
- Hemidactylus forbesii
- Hemidactylus foudaii
- Hemidactylus frenatus
- Hemidactylus funaiolii
- Hemidactylus garnotii
- Hemidactylus giganteus
- Hemidactylus gracilis
- Hemidactylus granchii
- Hemidactylus granti
- Hemidactylus greefii
- Hemidactylus haitianus
- Hemidactylus homoeolepis
- Hemidactylus isolepis
- Hemidactylus jubensis
- Hemidactylus kamdemtohami
- Hemidactylus karenorum
- Hemidactylus klauberi
- Hemidactylus laevis
- Hemidactylus laticaudatus
- Hemidactylus lemurinus
- Hemidactylus leschenaultii
- Hemidactylus longicephalus
- Hemidactylus mabouia
- Hemidactylus macropholis
- Hemidactylus maculatus
- Hemidactylus mahendrai
- Hemidactylus makolowodei
- Hemidactylus marmoratus
- Hemidactylus matschiei
- Hemidactylus megalops
- Hemidactylus mercatorius
- Hemidactylus modestus
- Hemidactylus muriceus
- Hemidactylus newtoni
- Hemidactylus ophiolepis
- Hemidactylus ophiolepoides
- Hemidactylus oxyrhinus
- Hemidactylus palaichthus
- Hemidactylus persicus
- Hemidactylus platycephalus
- Hemidactylus platyurus
- Hemidactylus porbandarensis
- Hemidactylus prashadi
- Hemidactylus pseudomuriceus
- Hemidactylus puccionii
- Hemidactylus pumilio
- Hemidactylus reticulatus
- Hemidactylus richardsonii
- Hemidactylus ruspolii
- Hemidactylus scabriceps
- Hemidactylus sinaitus
- Hemidactylus smithi
- Hemidactylus somalicus
- Hemidactylus squamulatus
- Hemidactylus stejnegeri
- Hemidactylus subtriedrus
- Hemidactylus tanganicus
- Hemidactylus tasmani
- Hemidactylus taylori
- Hemidactylus triedrus
- Hemidactylus tropidolepis
- Hemidactylus turcicus
- Hemidactylus vietnamensis
- Hemidactylus yerburyi